# La misión (banda sonora)
La Misión es la banda sonora de la película del mismo nombre (dirigida por Roland Joffé), compuesta por Ennio Morricone. La obra combina corales litúrgicas, tambores nativos y guitarras españolas, a veces en la misma pieza, en un intento de captar la variedad de culturas que aparecen en la película.  El tema principal, "Falls" ("Cascadas"), sigue siendo una de las piezas más memorables de Morricone, y ha sido usada en muchos spots publicitarios desde su lanzamiento.
La banda sonora fue nominada al Óscar en 1986 y ganó el Globo de Oro a la mejor banda sonora. Fue seleccionada como la vigésimo tercera mejor banda sonora de cine estadounidense según AFI's 100 Years of Film Scores.

## Lista de canciones
Todas las canciones escritas y compuestas por Ennio Morricone. 
| N.º   | Título                        | Duración |  |
| 1.    | «On Earth As It Is In Heaven» | 3:50     |  |
| 2.    | «Falls»                       | 1:55     |  |
| 3.    | «Gabriel's Oboe»              | 2:14     |  |
| 4.    | «Ave Maria Guarani»           | 2:51     |  |
| 5.    | «Brothers»                    | 1:32     |  |
| 6.    | «Carlotta»                    | 1:21     |  |
| 7.    | «Vita Nostra»                 | 1:54     |  |
| 8.    | «Climb»                       | 1:37     |  |
| 9.    | «Remorse»                     | 2:46     |  |
| 10.   | «Penance»                     | 4:03     |  |
| 11.   | «The Mission»                 | 2:49     |  |
| 12.   | «River»                       | 1:59     |  |
| 13.   | «Gabriel's Oboe»              | 2:40     |  |
| 14.   | «Te Deum Guarani»             | 0:48     |  |
| 15.   | «Refusal»                     | 3:30     |  |
| 16.   | «Asunción»                    | 1:27     |  |
| 17.   | «Alone»                       | 4:25     |  |
| 18.   | «Guarani»                     | 3:56     |  |
| 19.   | «The Sword»                   | 2:00     |  |
| 20.   | «Miserere»                    | 1:00     |  |
| 48:47 |                               |          |  |

## Personal
- Ennio Morricone: director, arreglista.
- David Bedford: director.
- London Philharmonic Orchestra.
- Joan Whiting: oboísta
- Barnet Schools Choir.